# 세인트키츠 네비스의 국가

오, 아름다움의 땅이여! (영어: O Land of Beauty!)는 세인트키츠 네비스의 국가이다. Kenrick Georges가 작사, 작곡하였다. 1983년에 세인트키츠 네비스의 국가로 지정되었다.

## 가사
O Land of Beauty!
Our country where peace abounds,
Thy children stand free
On the strength of will and love.
With God in all our struggles,
St. Kitts and Nevis be
A nation bound together,
With a common destiny.
As stalwarts we stand
For justice and liberty.
With wisdom and truth
We will serve and honour thee.
No sword nor spear can conquer
For God will sure defend.
His blessings shall forever
To posterity extend.

## 한국어 번역본
오! 아름다움의 땅이여 

평화가 넘쳐나는 우리 나라. 

그대의 어린이들은 신과 함께 우리의 투쟁 속에서 

의지와 사랑으로 자유롭게 일어서리. 

세인트 크리스토퍼 네비스는 

공통의 운명으로 뭉쳐진 국민이다. 

우리는 정의와 자유를 위해 굳세게 일어서리라. 

우리는 지혜와 진실로 그대를 섬기고 영광되게 하리라. 

신이 지켜주실 것이 확실하기 때문에 

검이나 창으로도 우리를 정복하지 못하리라. 

그의 축복은 후세에도 영원히 계속되리라. 